# Die Frau des Architekten
Die Frau des Architekten ist ein Fernsehfilm von Diethard Klante (Buch und Regie) aus dem Jahre 2003. Als Vorlage diente der Roman Die Architekten von Stefan Heym. Das Manuskript war Ende 1966 in englischer Sprache fertiggestellt, 1999 ins Deutsche übersetzt und 2000 erstveröffentlicht worden. Es ist eine Geschichte über die Entstalinisierung in der DDR.

## Handlung
Arnold Sundstrom ist 1956 ein von der SED gefeierter Staatsarchitekt in einer Bezirksstadt in der DDR. Hat er doch die Straße des Weltfriedens aus einer Trümmerstraße erbaut, auf der der Genosse Stalin die Stadt 1945 betreten hatte. Der Nationalpreis der DDR winkt ihm. Er hat einen kleinen Sohn Julian, seine Frau Julia, auch eine Architektin in seinem Team, liebt und verehrt ihn. Sundstrom hatte Julia aus einem sowjetischen Kinderheim geholt und aufgezogen, nachdem ihre Mutter Babette 1940 vom sowjetischen Geheimdienst verhaftet worden und umgekommen war.
Doch Genosse Sundstrom hat unerwartete Probleme. Nach Stalins Tod und der Entstalinisierung durch Chruschtschow in der Sowjetunion beginnt langsam auch in der DDR ein anderer Wind zu wehen. Seine Entwürfe zur Verlängerung der Straße des Weltfriedens, ganz im „Stalinbarock“, wurden von ganz oben zurückgeschickt. Auch der Genosse Tolkening, erster Sekretär der SED-Bezirksleitung, weiß keinen Rat. Es gibt eben überhaupt noch keine neuen Richtlinien von oben. Dazu muss Sundstrom seinen einstigen Lehrer im Bauhaus Daniel Tieck vom Bahnhof abholen. Der saß als aufrechter Kommunist 16 Jahre im sowjetischen Gulag in Sibirien und ist jetzt im Rahmen der sowjetischen Entstalinisierung freigelassen worden. Sundstrom soll ihm in seinem Architektenteam eine Nische schaffen. Doch Sundstrom macht etwas anderes nervös. Möglicherweise weiß Tieck, dass Sundstrom Babette beim sowjetischen Geheimdienst denunzierte, um seine Haut zu retten. Stalin gierte 1940 danach, viele „ausländische Agenten“ zu „enttarnen“ und hinzurichten. So war er der einzige einer Gruppe deutscher kommunistischer Exilanten, der nicht verhaftet wurde.
Sundstrom lässt Tieck seine Straße des Weltfriedens zeigen. Dazu wählt er John Hiller, einen Architekten aus seinem Team, und Julia aus, ihn zu führen. Vorher instruierte er Hiller, Tieck zu bespitzeln und ihm jede Äußerung von Tieck zu hinterbringen. Das bekommt Julia mit und ist entsetzt. Nach der Führung gehen alle zu Hiller. Es gibt viel Alkohol. Der geschwächte Tieck fällt in Ohnmacht. Hiller verführt Julia, die seiner jugendlichen Ausstrahlung nicht widerstehen kann. Am nächsten Morgen will sie Sundstrom den Fehltritt beichten, doch das gelingt ihr nicht. Sundstrom ist nur daran interessiert zu erfahren, was Tieck ihr gesagt hat. So geht Julia mit ihren Erinnerungen als Kind an das Jahr 1940 zu Tieck. Sie erfährt, dass Tieck ihre Mutter Babette geliebt hatte. Sie waren keine Feinde der Sowjetunion und somit unschuldig verhaftet worden. Das war für Julia, die nach der stalinistisch-kommunistischen Erziehung durch Sundstrom selbst glaubte, ihre Mutter sei eine Agentin, eine Eröffnung. Sie ist erschüttert. Sie konfrontiert Sundstrom mit ihrem Verdacht der Denunziation ihrer Mutter durch ihn. Er versucht sich zu erklären. Sie verlässt mit ihrem Sohn das gemeinsame Haus und nimmt eine Stelle als Architektin in Ungarn an.
Tieck hat eigene Entwürfe für die Verlängerung der Straße des Weltfriedens gemacht. Er kehrt zurück zu Klarheit des Bauhauses. Funktionalität soll die Form bestimmen. Er rationalisiert den Häuserbau durch vorgefertigte Fertigteile (Plattenbau) und versucht eine Maximierung der Anzahl der Wohnungen. Diese Pläne werden von Sundstrom auf der Arbeitsbesprechung des Architektenteams zerrissen. Er argumentiert in stalinistischer Weise: Das sei kapitalistischer Formalismus, sei Konterrevolution. Sundstrom kann zwar durch Rückendeckung des Genossen Tolkening die Ausschreibung um die Verlängerung der Straße des Weltfriedens gewinnen, aber Tiecks Entwurf wird als nun zukunftsweisend für den Städtebau der DDR gewürdigt.
Tieck verabschiedet Julia und Julian auf dem Bahnhof nach Ungarn, wo es vielversprechende Perspektiven gibt.

## Produktion
Der Fernsehfilm wurde von der NEP Neue Filmproduktion tv GmbH im Auftrag des Mitteldeutschen Rundfunks (MDR) produziert. Die Erstausstrahlung erfolgte am 9. April 2003 in der ARD.

## Kritik
„Eine bittere Auseinandersetzung mit dem Stalinismus und seinen Handlangern, die vom Aufstieg und Fall eines Karrieristen erzählt. Respektable, wenn auch nicht durchgängig gelungene (Fernseh-)Verfilmung des … Romans Die Architekten von Stefan Heym.“
„Sehenswertes Fernsehspiel über eine Lebenslüge, durch die eine Beziehung in einem völlig neuen Licht erscheint. Indem er aus der Perspektive der jungen Frau des Architekten erzählt, erweitert Klante das Themen-Spektrum um die Liebe und bringt auch eine menschlich-emotionale Ebene ins Spiel.“